# Mokokchung
Mokokchung là một thị xã và là nơi đặt ủy ban khu vực thị xã (town area committee) của quận Mokokchung thuộc bang Nagaland, Ấn Độ.

## Địa lý
Mokokchung có vị trí 26°20′B 94°32′Đ / 26,33°B 94,53°Đ Nó có độ cao trung bình là 1097 mét (3599 feet).

## Nhân khẩu
Theo điều tra dân số năm 2001 của Ấn Độ, Mokokchung có dân số 31.204 người. Phái nam chiếm 55% tổng số dân và phái nữ chiếm 45%. Mokokchung có tỷ lệ 84% biết đọc biết viết, cao hơn tỷ lệ trung bình toàn quốc là 59,5%: tỷ lệ cho phái nam là 84%, và tỷ lệ cho phái nữ là 83%. Tại Mokokchung, 11% dân số nhỏ hơn 6 tuổi.